# San Miguel Tlale
San Miguel Tlale är en ort i Mexiko.   Den ligger i kommunen Natívitas och delstaten Tlaxcala, i den sydöstra delen av landet, 90 km öster om huvudstaden Mexico City. San Miguel Tlale ligger 2 193 meter över havet och antalet invånare är 197.
Terrängen runt San Miguel Tlale är en högslätt. Runt San Miguel Tlale är det tätbefolkat, med 709 invånare per kvadratkilometer. Närmaste större samhälle är Cholula, 16,3 km söder om San Miguel Tlale. Omgivningarna runt San Miguel Tlale är en mosaik av jordbruksmark och naturlig växtlighet.